# Campiglossa guttularis
Campiglossa guttularis är en tvåvingeart som först beskrevs av Wulp 1900.  Campiglossa guttularis ingår i släktet Campiglossa och familjen borrflugor. Inga underarter finns listade.